# Cameronella apiomorphae
Cameronella apiomorphae is een vliesvleugelig insect uit de familie Pteromalidae. De wetenschappelijke naam is voor het eerst geldig gepubliceerd in 1939 door Girault.